# Karol V Leopold
Karol V Leopold Lotaryński (niem. Karl V. Leopold (Lothringen), fr. Charles V Léopold de Lorraine) (ur. 3 kwietnia 1643 w Wiedniu, zm. 18 kwietnia 1690 w Wels) – książę Lotaryngii w latach 1675–1690, syn Mikołaja Franciszka Lotaryńskiego i Klaudii Lotaryńskiej, przedstawiciel dynastii z Vaudémont.
Jego żoną była Eleonora Maria Józefa Habsburżanka, arcyksiężniczka austriacka. Córka cesarza Świętego Cesarstwa Rzymskiego Narodu Niemieckiego, króla Czech i Węgier Ferdynanda III Habsburga i Eleonory Gonzagi, wcześniej była żoną króla Polski Michała Korybuta Wiśniowieckiego.
Po abdykacji króla Jana II Kazimierza Wazy (1668) oraz po śmierci Michała Korybuta Wiśniowieckiego (1673), kandydat do tronu polskiego w 1669 i 1674.
W 1664 brał udział w bitwie pod Szentgotthard jako pułkownik, a podczas wojny Francji z koalicją 1672–79 w 1674 pod Seneffe jako generał. Od 1674 dowodził wojskami cesarskimi nad Renem, gdzie 16 czerwca 1674 wspólnie z Caprarą zostali pobici przez marszałka Turenne'a w bitwie pod Sinsheim, ale rok później,  a chroniącego się tam naczelnego wodza wojsk francuskich nad Renem wziął do niewoli. W roku 1676 został feldmarszałkiem. W czasie V wojny austriacko-tureckiej dowodził oddziałami niemieckimi przybyłymi na odsiecz Wiednia w 1683. Dowodził centrum wojsk sprzymierzonych w drugiej bitwie pod Parkanami. W 1684 roku pobił Turków pod Vác, a w 1686 zdobył Budę, w 1687 pobił Turków pod Nagyharsány. W ostatnich latach swego życia podczas wojny palatynackiej ponownie dowodził nad Renem (m.in. zdobył Moguncję).

## Genealogia
|                                                        |                                                        |                                                 | Eleonora Habsburżanka ur. 1653 zm. 17 XII 1697  | Eleonora Habsburżanka ur. 1653 zm. 17 XII 1697 | Karol V Lotaryński ur. 3 IV 1643 zm. 18 IV 1690 | Karol V Lotaryński ur. 3 IV 1643 zm. 18 IV 1690       |                                                       |                                          |                                          |                                                        |                                                        |
|                                                        |                                                        |                                                 |                                                 |                                                |                                                 |                                                       |                                                       |                                          |                                          |                                                        |                                                        |
|                                                        |                                                        |                                                 |                                                 |                                                |                                                 |                                                       |                                                       |                                          |                                          |                                                        |                                                        |
| Leopold Józef Lotaryński ur. 11 IX 1679 zm.27 III 1729 | Leopold Józef Lotaryński ur. 11 IX 1679 zm.27 III 1729 | Karol Józef Ignacy ur. 24 XI 1680 zm.4 XII 1715 | Karol Józef Ignacy ur. 24 XI 1680 zm.4 XII 1715 | Eleonora ur. 28 IV 1682 zm. 28 IV 1682         | Eleonora ur. 28 IV 1682 zm. 28 IV 1682          | Józef Innocenty Edmund ur. 20 X 1685 zm. 25 VIII 1705 | Józef Innocenty Edmund ur. 20 X 1685 zm. 25 VIII 1705 | Karol Ferdynand ur. 9 VIII 1683 zm. 1685 | Karol Ferdynand ur. 9 VIII 1683 zm. 1685 | Franciszek Antoni Józef ur. 8 XII 1689 zm. 25 VII 1715 | Franciszek Antoni Józef ur. 8 XII 1689 zm. 25 VII 1715 |